# Spicomellus
Spicomellus afer
Genre
Espèce
Spicomellus (signifiant « collier de pointes ») est un genre éteint de dinosaures herbivores, du clade des Ankylosauria, qui vivait sur le supercontinent Gondwana pendant le Jurassique moyen. Le type et la seule espèce connue est Spicomellus afer, nommée et décrite, en 2021, par Susannah Maidment (en) et al., Ses restes ont été trouvés dans la troisième sous-unité du groupe El Mers (en) (Bathonien-Callovien), près de Boulahfa, au sud de Boulemane, Fès-Meknès, Maroc. Le nom du genre signifie « collier à pointes », du latin « spica » qui signifie pointe, et « mellum » qui signifie collier de chien à pointes et le nom spécifique « afer » signifie « l'Africain ».
Au cours du Jurassique, les dinosaures du groupe Eurypoda, en particulier les Stegosauria, étaient diversifiés et abondants en Laurasie (aujourd'hui les continents du Nord), mais leurs restes sont extrêmement rares dans les dépôts gondwaniens, aujourd'hui les continents du Sud. Néanmoins, l'existence de restes fragmentaires et de pistes dans les dépôts du Gondwana indique la présence de taxons du groupe Eurypoda dans cette région. Spicomellus est le deuxième taxon des Eurypoda décrit en Afrique du Nord, après Adratiklit,, et le plus ancien ankylosaure connu dans le monde, à l'exception peut-être d'un Thyreophora sans nom de l'île de Skye, en Écosse, qui pourrait être plus vieux de deux millions d'années que Spicomellus, bien que l'on ne sache toujours pas si cette espèce plus ancienne était un stégosaure ou un ankylosaure. L'holotype, NHMUK PV R37412, est conservé au Natural History Museum de Londres.

## Découverte et dénomination
On ignore quand le spécimen holotype, NHMUK PV R37412, a été découvert, mais ce que l'on sait, c'est qu'il a été acquis par le Natural History Museum auprès d'un marchand de fossiles commercial, Moussa Direct, basé à Cambridge, au Royaume-Uni, en 2019. Maidment a d'abord cru que le fossile était un faux, mais après avoir passé le fossile au scanner, elle a tiré la conclusion qu'il s'agissait d'un fossile authentique, et Spicomellus afer a été décrit par Maidment et al., le 23 septembre 2021 dans un article publié en ligne dans la revue paléontologique Nature Ecology & Evolution. L'holotype de Spicomellus afer consiste en une seule côte avec quatre épines co-ossifiées. Il s'agit d'un trait unique à Spicomellus et qui n'est connu d'aucun autre vertébré. Le spécimen holotype a été sectionné histologiquement pour confirmer qu'il s'agissait d'un Ankylosauria. L'information sur la localité du fossile a été fournie par Direct et confirmée par une discussion avec le marchand de fossiles marocain qui le lui a vendu. La localité a été visitée en 2019 et 2020, respectivement, pour étudier la sédimentologie et la stratigraphie de la zone. Ils ont constaté que la formation était constituée de sédiments mixtes clastiques, évaporitiques et carbonatés marins et continentaux peu profonds.

## Description
Bien qu'il s'agisse d'un ankylosaure basal, les pointes dermiques préservées de l'holotype étaient soudées à l'os, ce qui est un trait unique à Spicomellus et n'est connu d'aucun autre vertébré. Comme les pointes dermiques étaient soudées à l'os au lieu d'être attachées au tissu musculaire, comme chez tous les autres ankylosaures, ce trait aurait probablement rendu les mouvements de l'animal plus difficiles.
Bien que sa taille exacte soit inconnue, il était probablement de taille comparable à d'autres ankylosaures du Jurassique moyen comme Sarcolestes et Tianchiasaurus, ce qui place les meilleures estimations de la taille de Spicomellus à 3 mètres maximum à l'âge adulte.

## Classification
Au début, Susannah Maidment n'était pas sûre que Spicomellus soit un stégosaure ou un ankylosaure, mais Maidment et al. (2021) ont confirmé que Spicomellus est un ankylosaure basal. Il était probablement étroitement lié aux seuls autres ankylosaures connus qui vivaient à la même époque, Sarcolestes et Tianchiasaurus. Ces espèces proviennent respectivement du Royaume-Uni et de la Chine.

## Paléoécologie
Spicomellus n'est connu que de la formation El Mers III du groupe El Mers. Il coexistait avec le sauropode « Cetiosaurus » mogrebiensis (considéré comme nomen dubium) et le stégosaure Adratiklit, se nourrissant de plantes à faible croissance, de racines et de tubercules. Les prédateurs de l'écosystème sont des Theropoda indéterminés (peut-être des Megalosauridae).
La découverte de Spicomellus montre également que les deux principaux groupes de Thyreophora (Ankylosauria et Stegosauria) ont coexisté pendant plus de 20 millions d'années, et implique que l'extinction des stégosaures a pu se produire pour des raisons encore inconnues.